# Северно полукълбо
Северно полукълбо се нарича условна част от планетата Земя, която се намира на север от екватора, т.е. тази част, която се намира между екватора и Северния полюс.
Лятото продължава от юни до август, а зимата от декември до февруари. Поради Кориолисовата сила зоните с ниско налягане и ураганите се въртят в посока, обратна на часовниковата стрелка, т.е. наляво.
В северното полукълбо попадат континентите Европа, Азия (без Индонезия), Северна Америка, малка част от Южна Америка и 2/3 от Африка. Тук се намират Северният ледовит океан, северните части на Атлантическия, Тихия и Индийския океан.
В северното полукълбо живеят около 90% от жителите на планетата.
В северното полукълбо се наблюдават всички климатични пояси: екваториален, тропичен, умерен, полярен, както и местни пустинни области.
Луната изглежда „обърната надолу“ в сравнение с Южното полукълбо и звездите не са толкова ярки. Северният полюс сочи в посока, обратна на галактическия център на Млечния път, поради което се виждат по-малко звезди.